# Algirdas Antanas Brukas
Algirdas Antanas Brukas (* 11. Januar 1936 in Marijampolė) ist ein litauischer Forstwissenschaftler, Förster und Politiker.

## Leben
1959 absolvierte Brukas das Diplomstudium an der Lietuvos žemės ūkio akademija und von 1959 bis 1961 arbeitete er im Trest Kaunas. Ab 1961 war er Mitarbeiter und von 1969 bis 1996 leitete er als Direktor das Forstordnungsinstitut. Von 1996 bis 1998 war er Vizeminister für Land- und Forstwirtschaft. Von 1992 bis 1996 leitete er als Präsident den Litauischen Forstverband.

## Bibliografie
- Lietuvos TSR miškų ištekliai ir augimvietės, su kt., 1972
- Miško žemių ekonominis vertinimas, su kt., 1975
- Miškas ir fauna su kitais, 1981
- Lietuvos miškų kadastras su kitais, 1990
- Lietuvos miškų pakartotinio tvarkymo augimviečių pagrindu rezultatai ir naudojimo perspektyvos, su kt., 1993
- Didžiagirė, monografija, 1995

## Quelle
- V.Ribikauskas. Žmogus iš didžiosios raidės Algirdas Brukas

| Personendaten    | Personendaten                                           |
| ---------------- | ------------------------------------------------------- |
| NAME             | Brukas, Algirdas Antanas                                |
| ALTERNATIVNAMEN  | Brukas, Algirdas                                        |
| KURZBESCHREIBUNG | litauischer Forstwissenschaftler, Förster und Politiker |
| GEBURTSDATUM     | 11. Januar 1936                                         |
| GEBURTSORT       | Marijampolė                                             |